# Saint Elizabeth
Saint Elizabeth é uma paróquia da Jamaica localizada no condado de Cornwall, sua capital é a cidade de Black River.	